# Hapoel Cafririm Holon
Ha-Po’el Cafririm Holon (hebr. הפועל צפרירים חולון) – izraelski klub piłkarski grający obecnie w Liga Alef, mający siedzibę w mieście Holon.

## Historia
Klub został założony w 1985 roku w wyniku fuzji klubów Ha-Po’el Holon i Cafririm Holon. Debiutował w najwyższej lidze, zwanej Liga Leumit w 1987. W latach 80. i 90. XX wieku 11 sezonów zaliczył w najwyższej lidze. W sezonie 2005/06 spadł do Liga Alef, a potem do piątej ligi zwanej Liga Bet. W sezonie 2008/09 klub zdobył mistrzostwo Dywizji Południowej Liga Bet i awansował do Liga Alef, która w wyniku reorganizacji systemu lig została 3 szczeblem.

## Sukcesy
- 2. liga: 1986/87, 1989/90, 1999/00